# Wierzchowo (gmina w powiecie szczecineckim)
Wierzchowo (do 1954 Spore) – dawna gmina wiejska istniejąca w latach 1973–1976 w woj. koszalińskim (dzisiejsze woj. zachodniopomorskie). Siedzibą władz gminy było Wierzchowo.
Gmina Wierzchowo (lub gmina Wierzchowo (Szczecineckie) – z nawiasem) została utworzona 1 stycznia 1973 w powiecie szczecineckim w woj. koszalińskim. Objęła 10 sołectw: Brzeźno, Drężno, Grąbczyn, Krągłe, Kusowo, Kwakowo, Nowe Gonne, Spore, Stare Wierzchowo i Wierzchowo.
1 czerwca 1975 gmina weszła w skład nowo utworzonego (mniejszego) woj. koszalińskiego.
15 stycznia 1976 gmina została zniesiona przez połączenie z dotychczasową gminą Szczecinek w nową gminę Szczecinek.
Nie mylić gminy z dwiema innymi gminami znajdującymi się dawniej na terenie woj. koszalińskiego: gminą Wierzchowo (Złocienieckie) (w powiecie drawskim) i gminą Wierzchowo (Człuchowskie) (w powiecie człuchowskim).